# Jezero Slunce a Měsíce
Jezero Slunce a Měsíce (čínsky 日月潭, anglicky Sun Moon Lake) je největší jezero ostrova Tchaj-wan. Má rozlohu necelých osmi čtverečních kilometrů, název dostalo podle svého tvaru: východní část je okrouhlá a vycházejí z ní zálivy jako paprsky, kdežto západní část je protáhlá a zahnutá jako měsíční srpek. Evropané ho dříve nazývali Candidiovo jezero podle nizozemského misionáře Georgia Candidia. Jezero leží v okrese Nan-tchou nedaleko městečka Jü-čch’ v nadmořské výšce 748 metrů, okolní kraj je hornatý a obývaný domorodým etnikem Thao, oblast je známá pěstováním čajovníku. Maximální hloubka jezera činí 27 metrů. Nachází se na něm neobydlený ostrov s domorodým jménem Lalu, dříve nazývaný Kuang-chua (ostrov slavné Číny). Z jezera vytéká řeka Šuej-li, na níž byla nedaleko v roce 1995 postavena přehrada Ming-tan s hydroelektrárnou. Jezero je populární turistickou atrakcí a bylo zařazeno na seznam tchajwanských chráněných území (scenic areas). Nachází se zde chrám Wen Wu a pagoda Cch’ En, kterou nechal postavit Čankajšek v roce 1971. V roce 1999 bylo jezero s okolím postiženo zemětřesením v Ťi-ťi.